# Habitatge al carrer Antoni de Capmany, 24-26
L'Habitatge al carrer Antoni de Capmany, 24-26 és una obra modernista de Sant Feliu de Guíxols (Baix Empordà) inclosa a l'Inventari del Patrimoni Arquitectònic de Catalunya.

## Descripció
Petit edifici de planta rectangular, d'un pis, amb coberta plana i jardí lateral. La façana principal, al carrer Capmany, presenta la porta d'accés i una finestra a la banda esquerra de característiques similars,amb llindes que mostren relleus amb decoració vegetal (i les inicials "M J" a l'entrada). La porta, de fusta, té motius decoratius modernistes. A la part superior hi ha cambres d'aire circulars amb motius florals. A la façana lateral hi ha tres obertures de la mateixa tipologia que les de la façana d'accés.

## Història
L'obra, que segueix les pautes estilístiques del modernisme, segurament va ser realitzada a finals del segle xix o principis del segle xx.